# Philonotis subulosa
Philonotis subulosa là một loài rêu trong họ Bartramiaceae. Loài này được Griff. Mitt. mô tả khoa học đầu tiên năm 1858.